# ميخائيل سميرنوف
ميخائيل سميرنوف (بالروسية: Михаил Смирнов) (مواليد 30 أبريل 2003) يعرف فنياً باسم ميشا سميرنوف هو مغني روسي. مثل روسيا في مسابقة الأغنية الأوروبية للأطفال 2015، بأغنية حلم. وصل ميخائيل للنهائيات في مسابقة «صوت الأطفال» الموسم الثاني في روسيا. وهو ممثل في المسرح الموسيقي «إفانهوي»، وحصل على العديد من الجوائز الكبرى للعديد من المسابقات الصوتية الروسية والدولية.

## روابط خارجية
- ميخائيل سميرنوف على موقع ميوزك برينز (الإنجليزية)